# Новомосковск (подводная лодка)
К-407 «Новомоско́вск» — атомный ракетный подводный крейсер стратегического назначения проекта 667БДРМ «Дельфин» (англ. Delta-IV в терминологии НАТО).
К-407 «Новомосковск» входит в состав 31-й Краснознамённой дивизии Северного флота. Порт приписки — Гаджиево. Крейсер назван в честь города Новомосковска Тульской области.

## История создания
Подводный крейсер К-407 был заложен 14 июля 1987 года в Северодвинске на заводе Севмаш, заводской номер 385. К-407 стал седьмым и последним в серии из семи подводных крейсеров этого типа, построенных с 1984 по 1990 год. К-407 — последняя атомная подводная лодка, построенная в СССР.
27 ноября 1990 года К-407 спущен на воду и зачислен в состав 13-й дивизии 3-й флотилии подводных лодок Северного флота.

## История службы
По состоянию на 2010 год, К-407 выполнила 7 боевых служб, 15 боевых дежурств, провела 14 ракетных стрельб. За годы службы корабль прошел более 100 тысяч морских миль.
6 августа 1991 года с К-407 в рамках операции «Бегемот-2» был осуществлён успешный залп всеми шестнадцатью ракетами из подводного положения. По словам очевидцев, лодка стреляла как автомат. Опыт подобных запусков уникален и не был повторён никем в мире. Командиру корабля, капитану 2 ранга С. В. Егорову, после успешного залпа присвоено воинское звание капитана 1-го ранга. В том же году К-407 завоевала приз ГК ВМФ по ракетной подготовке.
20 марта 1993 года К-407 под командованием А. Булгакова столкнулась в Баренцевом море с американской лодкой SSN-646 «Grayling» при попытке скрытого слежения.
Потерь среди личного состава не было. К-407 удалось отремонтировать и вновь ввести в строй.
В 1996 году К-407 совместно с К-447 произвела успешные ракетные стрельбы.
4 мая 1996 года был подписан договор об установлении шефских связей между командованием войсковой части 09880-А и администрацией города Новомосковска Тульской области. 19 июля 1997 года Приказом ГК ВМФ атомному подводному крейсеру стратегического назначения К-407 присвоено наименование «Новомосковск».
7 июля 1998 года с борта РПКСН «Новомосковск» (командир капитан 1-го ранга Моисеев А. А.) запуском РН «Штиль» были выведены на низкую околоземную орбиту два немецких микро-спутника Tubsat-N, Tubsat-N1 разработанные Берлинским техническим университетом. Это первый в истории освоения космического пространства вывод спутников на околоземную орбиту со стартом ракеты из-под воды. Подводная лодка находилась в акватории Баренцева моря в точке 69°30′ с. ш. 34°12′ в. д..
Space Today Online:

Этот необычный запуск был первым, когда с Земли на орбиту отправлен коммерческий груз с подводной лодки, и первым в истории Российского Флота коммерческим космическим стартом.
Оригинальный текст (англ.)The unusual launch was the first time a commercial payload had ever been sent from Earth into orbit from a submarine and the first commercial space launch in the history of the Russian Navy.

Главные участники проекта с российской стороны — ГРЦ «КБ им. Макеева», ВМФ, РВСН, Министерство экономики РФ и Российское космическое агентство. Северный флот получил за пуск примерно 200 000 немецких марок (111 000 долларов).
В 1999 году с «Новомосковска» осуществлён первый пуск баллистической ракеты из географической точки северного полюса.
В 2002—2003 годах прошёл краткосрочный ремонт на предприятии «Звёздочка».
Как и другие атомные ракетные подводные крейсеры стратегического назначения проекта 667БДРМ «Дельфин», «Новомосковск» переоборудован для использования новых БРПЛ «Синева».
17 февраля 2004 года с «Новомосковска» была произведена неудачная попытка запуска баллистической ракеты «Синева». Позднее представители ВМФ РФ заявили, что не планировали «физического» пуска ракеты, а учения заключались в симуляции пуска. За ходом учений наблюдал Президент Российской Федерации В.В. Путин с борта подводной лодки «Архангельск».
17 марта 2004 года «Новомосковск» произвёл тестовый запуск двух БРПЛ «Синева», которые успешно поразили цели на полигоне Кура на Камчатке.
В июле 2006 года клирик Александро-Невского кафедрального собора г. Петрозаводска и руководитель Епархиального отдела по взаимодействию с Вооруженными Силами и правоохранительными учреждениями священник Леонид Леонтюк, временно включённый в списки личного состава К-18 «Карелия», во время морского похода на «Новомосковске» провёл обряд освящения отсеков корабля, беседовал с экипажем об основах веры и духовной жизни. Шесть подводников приняли таинство крещения на борту «Новомосковска».
После окончания ремонта и модернизации лодка вернулась в строй в 2012, её срок службы был продлён ещё на 10 лет.
12 октября 2016 года подводная лодка произвела успешный пуск БРПЛ «Синева» из акватории Баренцева моря по полигону Кура на Камчатке.

## Средний ремонт и модернизация
В конце ноября 2008 года «Новомосковск» прибыл в Центр судоремонта «Звёздочка» для среднего ремонта и модернизации. В результате срок его службы будет продлён на 10 лет. «Новомосковск» — шестой подводный атомоход, который будет обновлён на «Звёздочке». До него на предприятии уже были модернизированы подобные ПЛАРБ: К-51 «Верхотурье» (1999), К-84 «Екатеринбург» (2003), К-114 «Тула» (2006), К-117 «Брянск» (2008) и К-18 «Карелия» (2010). По сообщению представителя пресс-службы завода Евгения Гладышева, подлодку планировалось сдать ВМФ России в 2010 году. Затем сроки сдачи были перенесены на четвёртый квартал 2011 года. Ремонт позволит «Новомосковску» продолжить службу до 2021 года. 12 декабря 2010 года крейсер был выведен из цеха № 15 предприятия «Звёздочка» для достроечных работ. 14 декабря 2010 года в прессе появилось сообщение, что центр судоремонта «Звёздочка» после среднего ремонта и модернизации спустил «Новомосковск» на воду и в ближайшее время крейсер должен приступить к швартовым и ходовым испытаниям. Возвращение подлодки в состав ВМФ России намечено на 2012 год. В результате модернизации понизилась шумность К-407, повысились живучесть и ядерная безопасность, а также возможности обнаружения подлодок противника. В общей сложности на подлодке были модернизированы более ста систем и комплексов, включая ракетный.
При 5-летней модернизации у предприятия возникли сложности с финансовым планированием и отчётностью. Одной из причин этого был переход, впервые для предприятия, на твёрдую конкурсную цену. Предложив первоначально низкую цену и получив госзаказ, руководство предприятия надеялось на то, что как и прежде, оплачиваться он будет по фактическим расходам, а не по указанной в контракте заниженной цене. Другой причиной стала устаревшая система документооборота.
В июне-июле 2012 года заводская сдаточная команда и экипаж субмарины завершили выполнение программы заводских ходовых испытаний. 27 июля 2012 года в Северодвинске был подписан акт передачи военно-морскому флоту.

## Командиры
Список командиров:
первый экипаж
1. капитан 1-го ранга С. В. Егоров (1989—1991)
2. капитан 1-го ранга Булгаков А. Н. (1991—1994)
3. Мастяев Н. А. (1994—1997)
4. Сергеев С. А. (1997—1999)
5. Ласточкин С. А. (1999—2002)
6. Глушков А. В (2002—2013)
7. капитан 1 ранга Паули А. С. (2013—2019)
8. капитан 1 ранга Морозов М. Е. (с 2019 по н. в.)

второй экипаж
1. капитан 2-го ранга Булгаков А. Н. (1989—1991)
2. Ручкин В. Н. (1992—1993)
3. Курдин И. К. (01.1993—03.1994)
4. Ильиных М. В. (1994—1997)
5. Панков Н. М. (1997)
6. Моисеев А. А. (1997—2001)
7. Павловский А. В. (2001—2002)

## Модель для сборки
- В 2007 году российская компания «Алангер» представила сборную пластиковую модель К-407 «Новомосковск» в масштабе 1:350[25].